# Kang Dong-jin (cyclisme)
Kang Dong-jin (né le 23 décembre 1987) est un coureur cycliste sud-coréen. Spécialisé dans les épreuves de sprint sur piste, il est champion d'Asie de vitesse par équipes en 2014, 2015 et 2016, et du kilomètre 2006. Il a été médaillé d'or du keirin aux Jeux asiatiques de 2006 et de la vitesse par équipes en 2014. Contrôlé positif à la méthyltestostérone (en) en septembre 2010, il a été suspendu deux ans.

## Palmarès

### Jeux olympiques
- Rio 2016
  - 9e de la vitesse par équipes
  - 20e de la vitesse individuelle

### Championnats du monde
- Saint-Quentin-en-Yvelines 2015
  - 10e de la vitesse par équipes
- Londres 2016
  - 11e de la vitesse par équipes
  - 34e de la vitesse individuelle

### Jeux asiatiques
- Doha 2006
  -  Médaillé d'or du keirin
  -  Médaillé de bronze du kilomètre
  -  Médaillé de bronze de la vitesse par équipes
- Incheon 2014
  -  Médaillé d'or de la vitesse par équipes

### Championnats d'Asie
- Kuala Lumpur 2006
  -  Médaillé d'or du kilomètre
- Bangkok 2007
  -  Médaillé d'argent du kilomètre
  -  Médaillé d'argent de la vitesse par équipes
- Charjah 2010
  -  Médaillé d'argent de la vitesse
- Astana 2014
  -  Médaillé d'or de la vitesse par équipes
  -  Médaillé de bronze de la vitesse
- Nakhon Ratchasima 2015
  -  Médaillé d'or de la vitesse par équipes
  -  Médaillé de bronze de la vitesse
- Izu 2016
  -  Médaillé d'or de la vitesse par équipes